# Psychotria jasminoides
Psychotria jasminoides är en måreväxtart som beskrevs av Paul Carpenter Standley. Psychotria jasminoides ingår i släktet Psychotria och familjen måreväxter. Inga underarter finns listade i Catalogue of Life.